# Palaeontology
Palaeontology is een internationaal, aan collegiale toetsing onderworpen wetenschappelijk tijdschrift op het gebied van de paleontologie. Het wordt uitgegeven door Wiley-Blackwell namens de Palaeontological Association en verschijnt tweemaandelijks. Het eerste nummer verscheen in 1957.